# Großvenediger
Großvenediger är ett berg i Österrike.   Det ligger i distriktet Lienz och förbundslandet Tyrolen, i den centrala delen av landet, 300 km väster om huvudstaden Wien. Toppen på Großvenediger är 3 662 meter över havet.
Großvenediger är den högsta punkten i trakten. Runt Großvenediger är det ganska glesbefolkat, med 26 invånare per kvadratkilometer.. Närmaste större samhälle är Matrei in Osttirol, 18,7 km sydost om Großvenediger.